# Foligno Calcio
Il Foligno Calcio S.S.D., meglio noto come Foligno, è una società calcistica italiana con sede nella città di Foligno. Milita in Promozione, la sesta divisione del campionato italiano.
Il club, nato nel 1928 e rifondato prima nel 2015 e poi nel 2017, conta venticinque partecipazioni ai campionati professionistici di calcio annoverando, come apice del suo palmarès, la vittoria di un torneo di Serie C2; il Foligno vanta i suoi trascorsi migliori nel periodo interbellico, nel secondo dopoguerra e sul finire degli anni 2000, quando sfiorò la promozione in Serie B.
I colori sociali tradizionali della squadra sono l'azzurro e il bianco, mentre i giocatori sono soprannominati "Falchetti" per via della figura araldica simbolo della formazione folignate, un falco. Disputa le gare interne allo stadio Enzo Blasone.

## Storia

### Dagli anni 1920 agli anni 1940

Il neonato Foligno nel 1929, vincitore del girone umbro di Terza Divisione e promosso d'ufficio direttamente in Prima Divisione.

L'Associazione Sportiva Foligno, da cui ha origine l'odierno club, venne fondata nel 1928, tuttavia la città folignate annoverava squadre di calcio amatoriali già dai primi anni del XX secolo. Si svolsero poi incontri con i militari cecoslovacchi di stanza a Foligno durante la prima guerra mondiale, mentre compagini vere e proprie si ebbero solamente a partire dal 1916, con gare contro l'allora formazione di Terni.
L'esordio ufficiale dei Falchetti avvenne il 24 febbraio 1929, quando affrontarono il Tiferno per la prima giornata del girone umbro di Terza Divisione; campionato che il Foligno poi vinse superando il Perugia nello spareggio per il primo posto giocato sul neutro di Arezzo, che nell'occasione valse una promozione d'ufficio direttamente in Prima Divisione.
Il primo risultato di rilievo della sua storia lo ottenne nella stessa categoria, nella stagione 1933-1934, che concluse in seconda posizione in classifica ottenendo così l'accesso alle finali per la promozione in Serie B: tuttavia la Federazione, per un illecito compiuto da elementi estranei alla società folignate ma che comunque andò a favore della stessa, la escluse dalle finali; nelle settimane seguenti la squadra non riuscirà a regolarizzare l'iscrizione al successivo campionato di Prima Divisione, venendone estromessa.

### Dal secondo dopoguerra agli anni 1960
Nell'immediato dopoguerra, in un'Italia che ancora faceva i conti con le devastazioni lasciate dal secondo conflitto mondiale, la squadra folignate – ora nota sotto la denominazione di Foligno Calcio, dopo che negli anni della guerra aveva brevemente assunto il nome commerciale di Aeronautica Umbra Foligno tramite abbinamento – andò nuovamente vicina alla promozione in cadetteria, chiudendo al secondo posto il proprio girone nel campionato di Serie C organizzato dalla transitoria Lega Centro-Sud; una successiva riforma dei campionati, a stagione conclusa, aveva comunque aperto ai biancazzurri le porte della Serie B tramite ripescaggio, cui tuttavia la società rinunciò per ragioni economiche.
La stagione 1945-1946 si rivelò solo un acuto poiché, di lì a breve, i Falchetti scivoleranno via via nelle serie inferiori, dove stagneranno per i successivi tre decenni. Gli anni del boom economico trascorsero per i biancazzurri nei livelli regionali, tra Prima Divisione, Promozione e IV Serie, categoria quest'ultima dove, tra il 1956 e il 1957, sfiorarono il ritorno in Serie C inanellando un secondo e un terzo posto.
Con la stagione 1962-1963, dopo la vittoria del campionato umbro di Prima Categoria davanti al Bastia, avvenne un primo approdo in Serie D dove la squadra si fermò pressoché stabilmente sino alla prima metà degli anni 1970, conducendo vari campionati di discreto livello; i migliori risultati raggiunti dal Foligno in questo periodo rimasero i quarti posti datati 1968 e 1970, pur senza mai riuscire a impegnarsi concretamente per la promozione.

### Dagli anni 1970 agli anni 1990

Il Foligno che ottenne, al termine del campionato di Serie C2 1982-1983, la sua prima promozione in Serie C1.

Nel 1976 una brusca e per certi versi inaspettata retrocessione sembrò paventare l'inizio di un'epoca buia in fatto di risultati. Contrariamente, la fine del decennio diede invece nuovo impulso alla storia del club che dapprima, sotto la guida di Mario Massini, primeggiò nel 1979-1980 nel torneo umbro di Promozione, tornando così nella massima categoria dilettantistica nazionale, e, appena due anni dopo, vinse il proprio girone nell'Interregionale, raggiungendo il traguardo della Serie C2: la promozione arrivò solo il 16 maggio 1982, nello spareggio di Siena, superando quel Cynthia con cui i Falchetti di Vincenzo Castignani, con Boranga a difendere i pali e la coppia Donati-Mariotti in attacco, battagliarono per tutto il campionato chiudendo a pari punti la stagione regolare.
I biancazzurri del presidentissimo Angelo Giacinti rimasero in quarta serie appena dodici mesi poiché, già nell'annata 1982-1983, il secondo posto nel proprio girone valse loro lo storico approdo in Serie C1. Fu questo il secondo periodo di gloria nella storia del Foligno che tuttavia ebbe modo di giocare sui campi della terza serie lo spazio di una stagione, salutando poi nel 1986 anche la C2 nonostante la presenza, tra le proprie file, di un bomber di provincia quale Palanca. Da qui in avanti, altrettanto veloce fu la discesa nelle categorie inferiori fino alla retrocessione del 1994 nel torneo umbro di Eccellenza, facendo quindi la spola tra questo ultimo e il Campionato Nazionale Dilettanti sino all'inizio del III millennio.

### Dagli anni 2000 al presente

La formazione folignate scesa in campo il 10 febbraio 2003 nella vittoriosa finale di Coppa Italia Dilettanti Umbria.

Dopo quasi un ventennio trascorso nelle leghe dilettanti, gli anni 2000 rappresentarono per il Foligno, passato nel frattempo sotto la presidenza di Maurizio Zampetti, l'inizio di una veloce risalita nella piramide calcistica nazionale. La stagione 2002-2003 fu quella del double regionale, con la vittoria del campionato di Eccellenza, davanti alla Fortis di Terni, e annessa coppa umbra. Tornati in Serie D, già dodici mesi dopo i biancazzurri andarono vicini a una nuova promozione chiudendo il proprio girone alla seconda piazza, a tre lunghezze dal Atletico Morro d'Oro; la squadra si rifece nella stagione seguente, 2004-2005, quando primeggiò staccando nettamente il Cattolica (pur se mancò poi l'obiettivo della poule scudetto di categoria).
Passato un altro biennio, il 6 maggio 2007 i Falchetti allenati da Giovanni Pagliari vinsero con una giornata di anticipo il proprio girone di Serie C2, ritornando dopo ventitré anni in C1 (ma fallendo anche stavolta l'obiettivo di fine stagione, in questo caso la supercoppa di categoria). Pur da matricola del campionato, l'annata 2007-2008 vide continuare il momento positivo del Foligno che, affidato a Pierpaolo Bisoli e ricco di giovani prospetti quali Cacciatore, Parolo, Pascali e Volta, chiuse la classifica al quarto posto sfiorando per la terza volta nella sua storia la Serie B, rinunciandovi solamente ai play-off dopo la sconfitta in semifinale per mano del Cittadella.

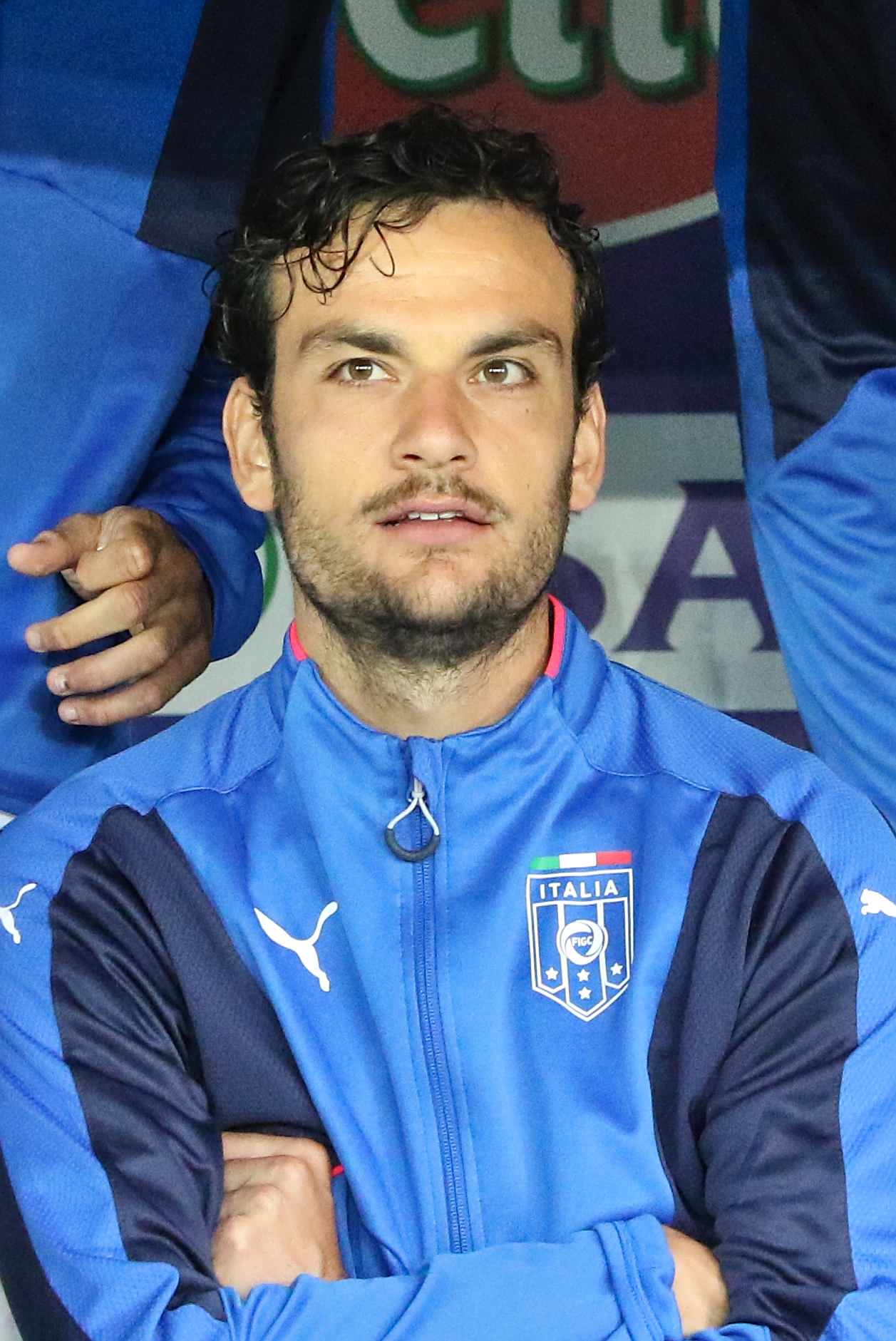
Marco Parolo, tra i protagonisti del Foligno che sfiorò la promozione in Serie B nella stagione 2007-2008.

La mancata promozione sancì di fatto la fine di un ciclo. Nel triennio seguente i biancazzurri lottarono nella nuova Lega Pro Prima Divisione unicamente per la salvezza, peraltro raggiunta nel 2009 e nel 2011 passando dai play-out vinti, rispettivamente, contro Pistoiese e Ternana. Salvezza invece mancata nel biennio 2011-2013, quando una doppia retrocessione fece cadere i folignati dapprima in Lega Pro Seconda Divisione e infine, dopo dieci anni consecutivi nel calcio professionistico, in Serie D.

#### Anni difficili
Di nuovo nei dilettanti, nel campionato 2013-2014 gli umbri andarono vicini a un immediato ritorno in Lega Pro chiudendo al secondo posto il proprio girone, salvo essere eliminati alla terza fase dei play-off dal Borgosesia.
La stagione 2014-2015 fu invece segnata, a livello societario, da un dissesto finanziario che portò, nel marzo 2015, al fallimento del club biancazzurro, che riuscì comunque a concludere il campionato a metà classifica grazie all'esercizio provvisorio; nelle settimane seguenti venne quindi costituita una nuova società, il Città di Foligno 1928, che rilevò titolo sportivo e parco tesserati del precedente Foligno Calcio ponendosi quindi in continuità con lo stesso e mantenendo la categoria.
Questa apparente rinascita, fu tuttavia solo l'inizio di un biennio horribilis che portò il club al punto più basso della sua storia. Dopo un altro anonimo campionato, il 2017 si rivelò una sorta di anno «zero» per il calcio folignate: i biancazzurri, oltre a ricadere in problemi economici, finirono invischiati anche nei guai giudiziari del loro patron Gianluca Ius, con la squadra colpita da un'interdittiva antimafia della prefettura di Perugia che, di lì a breve, ne impedì il prosieguo dell'attività portando all'esclusione dai campionati a stagione in corso, e alla conseguente radiazione. Nei mesi seguenti una concertazione tra l'amministrazione comunale e varie società calcistiche minori della città, sfociò nell'estate 2017 nella rinascita del Foligno Calcio, ciò principalmente grazie alla Nuova Fulginium che attraverso un cambio di denominazione mise a disposizione titolo sportivo, giocatori e strutture: il Foligno, col suo storico marchio, ripartì quindi dal campionato regionale di Promozione.
La rifondata società ebbe un avvio positivo, quantomeno nell'immediato, con una doppia promozione tra il 2017 e il 2019 che la riportò in Serie D. Dopo un triennio in cui mantenne la categoria, tuttavia, la sconfitta ai play-out nel campionato 2021-2022 fu il preludio a un altro periodo di crisi per la squadra, stavolta con una doppia retrocessione che li relegò nuovamente nel torneo di Promozione.

#### La fusione con la Fulgens
Oltre alle traversie sportivo-societarie, nella prima metà degli 2020 il Foligno pagò anche il dualismo con un altro sodalizio cittadino, quello granata della Polisportiva C4 – sorto nel 1984 nella zona di Sportella Marini, e partito dalla Seconda Categoria –, che proprio durante le difficoltà della storica società fu al contrario autore di una repentina scalata verso la Serie D. Lo stesso, cambiando poi nome dal 2023 in AC Fulgens Foligno e adottando anch'esso i colori biancazzurri, palesò l'intento di affermarsi de facto quale club folignate di riferimento.
Tale situazione si risolse al termine della stagione 2024-2025, quando le due realtà cittadine arrivarono alla fusione: la Fulgens Foligno, militante in Serie D, trasferì al Foligno, relegato in Promozione, il proprio marchio e titolo sportivo, dando così vita a un'unica società che, assunta la denominazione storica di Foligno Calcio 1928, andò a disputare la massima divisione dilettantistica.

## Colori e simboli
Ai suoi esordi il Foligno indossava una maglia celeste con fascia bianca e nero/blu sul petto, abbinata a pantaloncini bianchi e calzettoni nero/blu. Con il tempo il colore identificativo della squadra è diventato l'azzurro ancora oggi in uso, affiancato in misura minore dal bianco; il simbolo del club è invece il falco, da cui il soprannome di "Falchetti" assegnato ai giocatori folignati.

Fontanesi e Gardelli indossano la maglia con scaglione rovesciato degli anni 1950.

Per quanto concerne le divise da gioco, nel corso dei decenni gli umbri hanno più volte variato template: degne di nota rimangono la maglia degli anni 1950, contraddistinta da un grande scaglione rovesciato bianco (che voleva richiamare la lettera "V", l'iniziale del conte Nino Vaselli al tempo dirigente del club), così come alcune sperimentazioni partite o palate. Ciò nonostante la tradizionale uniforme casalinga del club è comunemente identificata in un completo all azure, recante solo dei piccoli dettagli in bianco; nei primi decenni di attività erano inoltre in vigore pantaloni pure bianchi, in seguito solo saltuariamente sfoggiati.
All'inverso, la muta da trasferta dei Falchetti è generalmente bianca con bordature azzurre. È ciclicamente presente nel lotto di divise del Foligno anche una terza casacca, la quale non presenta tuttavia uno schema fisso, venendo disegnata secondo le mode del momento.

## Strutture

### Stadio
I primi campi da calcio di cui usufruì il neonato Foligno furono allestiti all'interno della città, adattando alla bell'e meglio dapprima la piazza San Domenico e poi il parco dei Canapè. Dal 1931 al 1983 la compagine biancazzurra utilizzò invece per i suoi incontri casalinghi lo stadio Comunale, sito nella zona di Porta Romana.
Questi venne abbandonato, come detto, nei primi anni 1980 in favore del più moderno stadio Enzo Blasone, terzo impianto umbro per grandezza, la cui costruzione era stata avviata conseguentemente alla promozione dei Falchetti in Serie C2 nell'annata 1981-1982, e data la sopraggiunta insufficienza del vecchio Comunale – quest'ultimo, in seguito ridenominato Campo de li Giochi Marcello Formica e Paolo Giusti e palcoscenico della giostra della Quintana. Il Blasone, colloquialmente noto anche come Santo Pietro dal nome del quartiere in cui sorge, venne inaugurato l'8 giugno 1983 con un'amichevole tra il Foligno e l'Anderlecht (0-6), e ospita le partite della squadra cittadina dalla stagione agonistica 1983-1984.

## Società

### Organigramma societario
Dal sito web ufficiale della società.
Dirigenza
- Paolo Zoppi - Presidente

### Sponsor
| Cronologia degli sponsor tecnici - 1928-2011 ... - 2011-2013 Puma - 2013-2015 2T Sport - 2015-2016 Joma - 2016-2017 Lotto - 2017- Gems | Cronologia degli sponsor ufficiali - 1928-2011 ... - 2011-2013 PiZeta Pharma - 2013-2015 Neroforte - 2015-2016 DiErre Group - 2016-2017 Tecnosistemi - 2017- Luigi Metelli |

## Allenatori e presidenti
Di seguito gli allenatori e i presidenti del Foligno dall'anno di fondazione a oggi.
- 1927-1928  Eugenio Mellini
- 1928-1929  Fancelli
- 1929-1930  Vittorio Ravagli
- 1930-1931  Ferenc Ecker
- 1931-1932  Dolci
 Luigi Zagni
 Armand Halmos
- 1932-1933  Armand Halmos
- 1933-1934  Ivo Fiorentini
- 1934-1935  Luigi Zagni
- 1935-1937 il club è inattivo
- 1937-1938  Candiani
 Frigerio
 Luigi Zagni
- 1938-1940  Romolo Marinari
- 1940-1941  Romolo Marinari
 Lancioni
- 1941-1942  Sándor Peics
- 1942-1943  Guglielmo Borgo
- 1943-1945 attività sospese per cause belliche.
- 1945-1946  Engelbert König
- 1946-1947  Mario Mazzoleni
- 1947-1948  Fulvio Dolci
 Ambrogio Alfonso
- 1948-1949  Abramo Silvestri
 Romolo Marinari
- 1949-1950  Abramo Silvestri
- 1950-1952  Elio Roselli
- 1952-1953  Ferdinando Dal Pont
 Ruggero Salar
- 1953-1954  Ruggero Salar
- 1954-1955  Ruggero Salar
 Guido Mazzetti
- 1955-1956  Guido Mazzetti
 Romolo Alzani
- 1956-1959  Romolo Alzani
- 1959-1960  Romolo Alzani
 Victor Hugo Castellani
- 1960-1961  Abramo Silvestri
- 1961-1963  Elio Mariani
- 1963-1964  Gianfranco Ganzer
- 1964-1965  Gianfranco Ganzer
 Costanzi
 Tattini
 Mion
- 1965-1966  Elio Mariani
 Paolo Biason
- 1966-1967  Elio Grassi
- 1967-1969  Enzo Blasone
- 1969-1970  Enzo Blasoni
 Gianni Corelli
- 1970-1971  Gianni Corelli
- 1971-1972  Gaudenzio Bernasconi
- 1972-1973  Dante Fortini
- 1973-1974  Enzo Blasone
- 1974-1975  Enzo Blasone
 Innocenti
 Enzo Blasoni
- 1975-1976  Franco Nicolini
- 1976-1977  Cecchetto
 Arce
 Cecchetto
- 1977-1978  Flavio Possanzini
- 1978-1979  Enzo Blasone
 Eolo Cardinali
- 1979-1980  Mario Massini
- 1980-1981  Mario Massini
 Lamberto Boranga
 Vincenzo Castignani
- 1981-1982  Mario Massini
- 1982-1983  Alberto Mari
- 1983-1984  Alberto Mari
 Dante Fortini
- 1984-1985  Dante Fortini
- 1985-1986  Luciano Aristei
- 1986-1987  Zeli
 Sportolaro
 Saltutti
 Sportolaro
- 1987-1988  Vincenzo Castignani
- 1988-1989  Vincenzo Castignani
 Gallastroni
- 1989-1990  Flavio Possanzini
 Di Vincenzo
- 1990-1991  Flamini
 Mantovani
- 1991-1992  Angelo Castronaro
- 1992-1993  Alfiero Agostinelli
- 1993-1994  Baldacci
 Berrettoni
- 1994-1995  Flavio Possanzini
 Fiorucci
- 1995-1996  Scaia
 Cenci
- 1996-1997  Fiorucci
 Truffarelli
 Alfiero Agostinelli
 Biribao
 Maurizio Raggi
- 1997-1998  Angeloni
 Maurizio Raggi
 Palombi
 Gianfranco Ferretti
- 1998-1999  Gianfranco Ferretti
 Fabio Fraschetti
- 1999-2000  Crema
 De Riu
 Pesce
 Lorenzo
- 2000-2001  Lorenzo
 Mauro Viviani
 Flavio Possanzini
- 2001-2002  Di Vincenzo
- 2002-2005  Luciano Marini
- 2005-2006  Luciano Marini
 Maurizio Pizzimenti
 Walter Bianchi
- 2006-2007  Giovanni Pagliari
- 2007-2008  Pierpaolo Bisoli
- 2008-2009  Roberto Cevoli (1ª-10ª)
 Paolo Indiani (11ª-13ª)
 Marcello Pizzimenti (14ª-34ª e play-out)
- 2009-2010  Luca Fusi (1ª-32ª)
 Salvatore Matrecano (33ª-34ª)
- 2010-2011  Salvatore Matrecano (1ª-17ª)
 Federico Giunti (18ª-21ª)
 Giovanni Pagliari (22ª-34ª e play-out)
- 2011-2012  Giovanni Pagliari (1ª-7ª)
 Lamberto Magrini (8ª-34ª)
- 2012-2013  Giovanni Tedesco (1ª-4ª)
 Mirko Barbetta (5ª-14ª)
 Francesco Monaco (8ª-24ª)
 Alessio De Petrillo (25ª-34ª)
- 2013-2014  Federico Nofri
- 2014-2015  Petrini
 Favilla
- 2015-2016  Federico Giunti
 Pierfrancesco Battistini
- 2016-2017  Mario Palazzi
- 2017-2021  Antonio Armillei
- 2021-20??  Guido Vicarelli
- 2024-  Alessandro Manni

- 1927-1928  Rolando Rolandi Ricci
- 1928-1929 Comitato di reggenza
- 1929-1930  Rolando Rolandi Ricci
- 1930-1934  Romolo Raschi
- 1934-1935  Luigi Buffetti Berardi
- 1935-1937 il club è inattivo
- 1937-1938 Comitato di reggenza
- 1938-1940  Argante Pambuffetti
- 1940-1941  Federico Sorbi
- 1941-1943  Aldo Bosetti
- 1943-1945 attività sospese per cause belliche.
- 1945-1946  Serafino Bonaca
- 1946-1947  Alviero Carrara
 Marchegiani
 Pinaglia
- 1947-1948  Zanotto
 Serafino Bonaca
- 1948-1949  Serafino Bonaca
- 1949-1950  Vincenzo Damiani e  Alviero Carrara
- 1950-1951  Alviero Carrara
- 1951-1952  D. Cherubini
 Domenico Mantucci
- 1952-1955  Domenico Mantucci
- 1955-1958  Nino Vaselli
- 1958-1960  Mario Marchionni
- 1960-1961  Fernando Rossi
- 1961-1964  Vincenzo Moriconi
- 1964-1965  Benedetto Petterini
- 1965-1967  Antonio Rossellini[N 1]
- 1967-1968  Giancarlo Maltempi
- 1968-1969  Giancarlo Maltempi
 Ariodante Picuti
- 1969-1971  Ariodante Picuti
- 1971-1972  Aldo De Luca
- 1972-1975  Franco Passeri[N 2]
- 1975-1976  Olivo Perugini[N 1]
- 1976-1979  Franco Passeri,  Santi,  Viola,  Megni e  Proietti
- 1979-1981  Ariodante Picuti
- 1981-1983  Angelo Giacinti
- 1983-1984  Angelo Giacinti
 Saviano
 Riommi
- 1984-1986  Giuseppe Bizzaglia
- 1986-1987  Giuseppe Bizzaglia
 Faffa
- 1987-1990  Ignazio Melilli
- 1990-1991  Ignazio Melilli e  Nevi
- 1991-1992  Ignazio Melilli
- 1992-1993  Ignazio Melilli e  Nevi
- 1993-1994  Ignazio Melilli
- 1994-1999  Leonardo Giombini
- 1999-2002  Erminio Cornacchini
- 2002-2013  Maurizio Zampetti
- 2013-2015  Sauro Liberti
- 2015-2016  Roberto Damaschi
- 2016-2017  Gianluca Ius
- 2017-2021  Guido Tofi
- 2021-2021  Giuseppe Izzo
- 2021-20??  Luca Fiorucci
- 2024-  Paolo Zoppi

Annotazioni
1. 1 2  Commissario.
2. ↑  Nel 1974-1975 fu commissario.

## Palmarès

### Competizioni interregionali
- Serie C2: 1

2006-2007 (girone B)
- Campionato Interregionale: 1

1981-1982 (girone G)
- Serie D: 1

2004-2005 (girone F)

### Competizioni regionali
- Campionato italiano di terza divisione: 1

1928-1929
- Prima Divisione: 1

1950-1951
- Promozione: 3

1952-1953, 1979-1980, 2017-2018 (girone B)
- Prima Categoria: 2

1962-1963, 1965-1966
- Eccellenza: 2

2002-2003, 2018-2019
- Coppa Italia Dilettanti Umbria: 2

2002-2003, 2018-2019

### Altri piazzamenti
- Serie C:

Secondo posto: 1945-1946 (girone B)
- Serie C2

Terzo posto: 1982-1983 (girone A)
- IV Serie

Secondo posto: 1955-1956 (girone F)
Terzo posto: 1956-1957 (girone F)
- Eccellenza

Secondo posto: 1995-1996 (girone umbro)
- Supercoppa di Lega Serie C2

Terzo posto: 2007
- Coppa Italia Dilettanti Umbria:

Finalista: 1994-1995
Semifinalista: 2001-2002

### Onorificenze
- Stella d'argento al Merito sportivo:

1979

## Statistiche e record

### Partecipazione ai campionati
| Livello | Categoria                                   | Partecipazioni | Debutto   | Ultima stagione | Totale |
| ------- | ------------------------------------------- | -------------- | --------- | --------------- | ------ |
| 3º      | Prima Divisione                             | 5              | 1929-1930 | 1933-1934       | 19     |
| 3º      | Serie C                                     | 8              | 1938-1939 | 1947-1948       | 19     |
| 3º      | Serie C1                                    | 2              | 1983-1984 | 2007-2008       | 19     |
| 3º      | Lega Pro Prima Divisione                    | 4              | 2008-2009 | 2011-2012       | 19     |
| 4º      | Promozione                                  | 2              | 1948-1949 | 1951-1952       | 32     |
| 4º      | IV Serie                                    | 4              | 1953-1954 | 1956-1957       | 32     |
| 4º      | Campionato Interregionale - Prima Categoria | 1              | 1957-1958 | 1957-1958       | 32     |
| 4º      | Campionato Interregionale                   | 1              | 1958-1959 | 1958-1959       | 32     |
| 4º      | Serie D                                     | 18             | 1963-1964 | 2021-2022       | 32     |
| 4º      | Serie C2                                    | 5              | 1982-1983 | 2006-2007       | 32     |
| 4º      | Lega Pro Seconda Divisione                  | 1              | 2012-2013 | 2012-2013       | 32     |
| 5º      | Serie D                                     | 6              | 1980-1981 | 2013-2014       | 15     |
| 5º      | Campionato Interregionale                   | 4              | 1981-1982 | 1991-1992       | 15     |
| 5º      | Campionato Nazionale Dilettanti             | 5              | 1992-1993 | 1998-1999       | 15     |

### Statistiche di squadra
Il Foligno è uno dei sei club a essere riusciti a vincere nella stesse stagione il campionato di Eccellenza Umbria e la Coppa Italia Dilettanti Umbria.

## Tifoseria

### Storia

La tifoseria biancazzurra gremisce gli spalti del Santo Pietro nel 1983.

La curva biancazzurra è guidata dagli Hooligans Warriors Foligno; questi, spesso noti con la sola sigla HWF, nacquero nel 1981 e si caratterizzarono subito per il loro stile affine alle sottoculture anglosassoni mod e skinhead. Altri gruppi presenti nella curva biancazzurra sono il Vecchio Nucleo, formatosi nel 1992 e composto fondamentalmente da ex membri degli HWF, e lo storico Foligno 1980. Nel 2007 è nato un altro gruppo, F1928, sempre formato da ex componenti degli HWF.

### Gemellaggi e rivalità
Nel corso della sua storia la tifoseria folignate ha sostenuto un unico ma sentito gemellaggio con la curva del Brindisi, portato avanti dal 1985 al 2019. Risalente agli anni 1980 è invece l'amicizia sostenuta nei confronti della tifoseria del Poggibonsi; altre amicizie si sono instaurate con le tifoserie di Vadese (dagli anni 1980), Sangiovannese, Vigor Senigallia e Sambenedettese.
Le principali rivalità si hanno reciprocamente con le tifoserie corregionali di Perugia, Gubbio e Ternana, con le quali i derby disputati in passato sono stati spesso motivi di scontro tra le tifoserie stesse. Altre ostilità sono vissute nei confronti delle tifoserie di Arezzo, Civitanovese, Fermana, Ancona, Teramo, Maceratese, Tolentino, Narnese, e Cattolica.